# Wolfgang Eggert (Wirtschaftswissenschaftler)

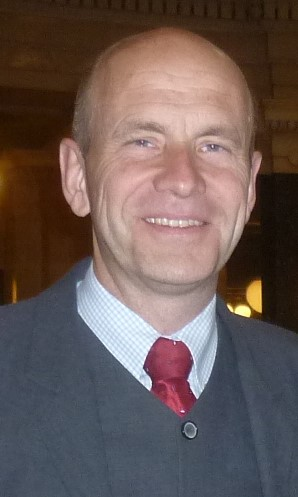
Wolfgang Eggert

Wolfgang Eggert (* 10. April 1966 in Braunschweig; verschollen am 7. September 2021 am Galenstock) war ein deutscher Volkswirtschaftler.

## Leben
Nach der Promotion 1999 und Habilitation an der Universität Konstanz lehrt er als Professor für allgemeine Volkswirtschaftslehre und Finanzwissenschaft an der Albert-Ludwigs-Universität Freiburg.
Seine Forschungsschwerpunkte sind öffentliche Ausgaben und Einnahmen sowie Steuertheorie und Steuerpraxis.
Seit dem 6. September 2021 gilt Wolfgang Eggert nach einer Klettertour in den Schweizer Bergen als verschollen.

## Schriften (Auswahl)
- Nationale Besteuerung und wirtschaftliche Integration. Tübingen 2002, ISBN 3-16-147785-5.